# Lézat-sur-Lèze
Lézat-sur-Lèze är en kommun i departementet Ariège i regionen Occitanien i södra Frankrike. Kommunen ligger  i kantonen Le Fossat som ligger i arrondissementet Pamiers. År 2022 hade Lézat-sur-Lèze 2 341 invånare.

## Befolkningsutveckling
Antalet invånare i kommunen Lézat-sur-Lèze
Referens: INSEE